# غوتور
بلدية غوتور (بالإسبانية: Gotor) هي بلدية تقع في مقاطعة سرقسطة التابعة لمنطقة أراغون شمال شرق إسبانيا.

## الديموغرافيا
بلغ عدد سكان بلدية غوتور 384 نسمة عام 2011 (وفقاً للمعهد الوطني الإسباني للإحصاء).
| 392 | 388 | 402 | 390 | 392 | 391 | 384 |